# Liste der Bodendenkmäler in Waidhofen (Oberbayern)
Auf dieser Seite sind die Bodendenkmäler in der oberbayerischen Gemeinde Waidhofen zusammengestellt. Diese Tabelle ist eine Teilliste der Liste der Bodendenkmäler in Bayern. Grundlage ist die Bayerische Denkmalliste, die auf Basis des Bayerischen Denkmalschutzgesetzes vom 1. Oktober 1973 erstmals erstellt wurde und seither durch das Bayerische Landesamt für Denkmalpflege geführt wird. Die folgenden Angaben ersetzen nicht die rechtsverbindliche Auskunft der Denkmalschutzbehörde.

## Bodendenkmäler der Gemeinde Waidhofen

### Bodendenkmäler in der Gemarkung Diepoltshofen
| Lage                     | Objekt                                             | Akten-Nr.     | Bild |
| ------------------------ | -------------------------------------------------- | ------------- | ---- |
| Diepoltshofen (Standort) | Grabhügel der Hallstattzeit.                       | D-1-7433-0113 |      |
| Diepoltshofen (Standort) | Erdwerk vor- und frühgeschichtlicher Zeitstellung. | D-1-7434-0018 |      |

### Bodendenkmäler in der Gemarkung Waidhofen
| Lage                 | Objekt | Akten-Nr.     | Bild |
| -------------------- | --- | ------------- | ---- |
| Waidhofen (Standort) | Untertägige mittelalterliche und frühneuzeitliche Siedlungsteile im Bereich des Wasserschlosses und Hofmarkssitzes Schenkenau mit angrenzenden, zugehörigen Wirtschaftsgebäuden. | D-1-7434-0005 |      |
| Waidhofen (Standort) | Siedlung vor- und frühgeschichtlicher Zeitstellung. | D-1-7434-0009 |      |
| Waidhofen (Standort) | Untertägige Befunde und Funde im Bereich des mittelalterlichen Burgstalls von Waidhofen.                                                                                         | D-1-7434-0148 |      |
| Waidhofen (Standort) | Untertägige Befunde und Funde im Bereich der Pfarrkirche Mariä Reinigung und St. Wendelin, darunter die Spuren von Vorgängerbauten bzw. älteren Bauphasen.                       | D-1-7434-0149 |      |

### Bodendenkmäler in der Gemarkung Wangen
| Lage                        | Objekt                                                                                               | Akten-Nr.     | Bild |
| --------------------------- | --- | ------------- | ---- |
| Wangen (Standort)           | Siedlung der mittleren bis späten Latènezeit.                                                        | D-1-7433-0107 |      |
| Wangen (Standort)           | Siedlungen der Altheimer Kultur sowie der frühen Bronzezeit und der mittleren bis späten Latènezeit. | D-1-7433-0115 |      |
| Wangen (Standort)           | Mittelalterlicher Erdstall.                                                                          | D-1-7433-0151 |      |
| Wangen Waidhofen (Standort) | Grabenanlage des Mittelalters.                                                                       | D-1-7433-0172 |      |
| Wangen (Standort)           | Mittelalterlicher Burgstall mit wahrscheinlich zugehörigem rechteckigem Erdwerk.                     | D-1-7434-0014 |      |